# Carlo Turi
Carlo Turi (Napoli, 4 ottobre 1838 – La Spezia, 23 agosto 1900) è stato un ammiraglio e politico italiano. Insignito di medaglia d'argento al valor militare.

## Biografia
Carlo Turi si distinse a bordo del Re Galantuomo durante l'assedio di Gaeta. Nel 1895 raggiunse il grado di Contrammiraglio e divenne il comandante del torpediniere Etna la nave ammiraglia della forza navale dislocata nel Mar Rosso.
Venne eletto deputato nella XIV, XVI e XVII legislatura del Regno d'Italia.